# Kali Anyar
Kali Anyar is een bestuurslaag in het regentschap Nganjuk van de provincie Oost-Java, Indonesië. Kali Anyar telt 3512 inwoners (volkstelling 2010).